# 笛吹峠 (岩手県)
笛吹峠（ふえふきとうげ）は、岩手県遠野市と同釜石市を結ぶ岩手県道35号釜石遠野線の峠。標高は867 m。
遠野盆地を囲む峠の1つで、六角牛山と権現山の鞍部を釜石市へ越える。

## 笛吹峠の名称の由来
- 冬期吹雪の候にはしばしば方向を誤まりて危難を招くことあり、笛吹の名称はふぶきにより出でたる転訛なりという。「上閉伊郡誌」
- 昔、青笹村に一人の少年があつて継子であつた。馬放しに其子を山に遣つて、四方から火を附けて焼き殺してしまつた。其子は常々笛を愛して居たが、この火の中で笛を吹きつつ死んだ処が、今の笛吹峠であるといふ。「遠野物語拾遺」2
- 遠野郷より海岸の田ノ浜、吉里吉里などへ越ゆるには、昔より笛吹峠という山路あり。山口村より六角牛の方へ入り路のりも近かりしかど、近年この峠を越ゆる者、山中にて必ず山男山女に出遭うより、誰もみな怖ろしがりて次第に往来も稀になりしかば、ついに別の路を境木峠という方に開き、和山を馬次場として今は此方ばかりを越ゆるようになれり。二里以上の迂路なり。「遠野物語」5(笛吹峠)